# Hot Docs
O Hot Docs Canadian International Documentary Festival é o maior festival de documentários da América do Norte. O evento acontece anualmente em Toronto, Ontário, Canadá. A 27.ª edição do festival decorreu online ao longo de maio e junho de 2020. Além do festival anual, o Hot Docs possui e opera o Hot Docs Ted Rogers Cinema, administra vários fundos de produção e executa programas de exibição durante todo o ano, incluindo Doc Soup e Hot Docs Showcase.

## História
O Hot Docs foi fundado em 1993 pela Documentary Organization of Canada, anteriormente conhecida como Canadian Independent Film Caucus. O DOC é uma associação nacional de cineastas independentes. Paul Jay, então presidente do CIFC, foi o presidente do conselho fundador e Debbie Nightingale foi a produtora do evento. O primeiro evento foi realizado de 24 a 27 de fevereiro de 1994, incluindo a primeira conferência da indústria e o National Documentary Film Awards. Vinte filmes da programação foram exibidos no auditório Jackman Hall do AGO e na sala de exibição NFB em Richmond e John, enquanto o filme de abertura, André Mathieu, musicien por Jean-Claude Labrecque, foi exibido no Bloor Cinema. Em 1995, o festival cresceu para 29 filmes.